# Tadek Marek
Tadeusz Marek, poza Polską znany jako Tadek Marek (ur. 1908, zm. 1982) – polski inżynier, konstruktor silników samochodowych.
Pochodził z Krakowa. Był synem polskiej lekarki Ady Markowej i działacza socjalistycznego Zygmunta Marka.   Przed wojną pracował jako konstruktor w Państwowych Zakładach Inżynierii w Warszawie, gdzie uczestniczył w pracach nad – tworzonym głównie na potrzeby wojska – motocyklem CWS M111 (zwanym Sokołem 1000). Był również czołowym polskim kierowcą rajdowym. W 1939 roku wygrał XII Rajd Polski w samochodzie Chevrolet Master Sedan.
Po wybuchu II wojny światowej inżynier Marek wyemigrował z Polski do Wielkiej Brytanii, gdzie pracował nad rozwojem silnika czołgu Centurion. Po wojnie pracował dla Aston Martin, gdzie zaprojektował dwa silniki. Pierwszy z nich, 6-cylindrowy, rzędowy, o pojemności 3,7 litra i mocy 240 KM, stosowany w wyścigowym modelu DBR2 oraz w cywilnych modelach: DB4, DB5, DB6 i DBS; był w produkcji aż do roku 1973. Drugim silnikiem Tadeusza Marka był V8 o pojemności 5,3 litra, który został zaprojektowany w 1968 i napędzał model V8 Vantage. Silnik V8 pozostawał w produkcji aż do roku 2000, czyli przez 32 lata.